# مایتیلینئوس
مایتیلینئوس (به یونانی: Μυτιληναίος) شرکت خوشه‌ای مهندسی یونانی است، که در زمینه تولید و عرضه انرژی، فلزشناسی و اجرای پروژه‌های ئی‌پی‌سی فعالیت می‌نماید.
شرکت مایتیلینئوس در سال ۱۹۰۸ تأسیس شد و در سال ۱۹۹۰ توسعه یافت. دفتر مرکزی این شرکت در شهر ماروسی، یونان قرار دارد و بخشی از سهام آن در بازار بورس آتن معامله می‌شود.